# ノハナショウブ
ノハナショウブ（野花菖蒲、Iris ensata または Iris ensata var. spontanea）は、アヤメ科アヤメ属の多年草。園芸種であるハナショウブ（花菖蒲、I. e. var. ensata）の原種である。

## 形態・生態
花茎の高さは40cmから100cmになる。
葉は剣形で全縁。
花期は6月から7月で、赤紫色の花びらの基部に黄色のすじが入るのが特徴。アヤメには網目模様が入り、カキツバタには白色から淡黄色のすじが入る。

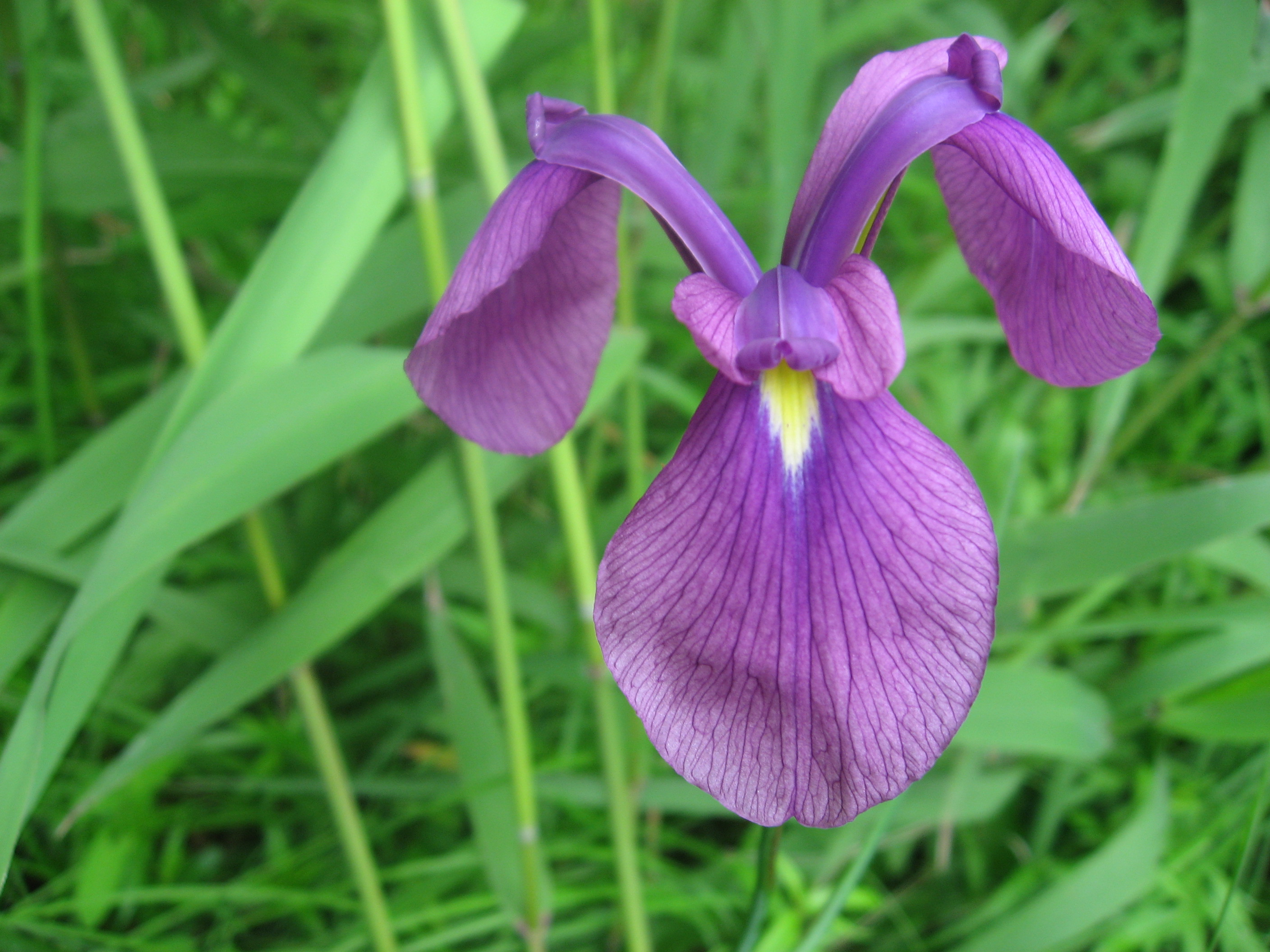
花

## 分布と生育環境
中国、朝鮮半島、シベリア東部、日本（北海道、本州、四国、九州）に分布する。水辺や湿原、湿った草原に自生する。

## 人間との関わり
1994年（平成6年）1月24日に発売され、2014年（平成26年）3月31日まで販売された420円普通切手の意匠となった。

## 国指定文化財
日本では以下が、天然記念物として国の文化財の指定を受けている。指定名称ではハナショウブとなっているが、すべて原種のノハナショウブの自生地である。
- 花輪堤ハナショウブ群落（岩手県花巻市）
- 斎宮のハナショウブ群落（三重県多気郡明和町）
- 栗野町ハナショウブ自生南限地帯（鹿児島県姶良郡湧水町）

## 注と出典
1. ↑  米倉浩司・梶田忠 (2003-). “Iris ensata Thunb.”. BG Plants 和名−学名インデックス（YList）. 2015年11月26日閲覧。
2. ↑  米倉浩司・梶田忠 (2003-). “Iris ensata Thunb. var. spontanea (Makino) Nakai ex Makino et Nemoto”. BG Plants 和名−学名インデックス（YList）. 2015年11月26日閲覧。
3. ↑  米倉浩司・梶田忠 (2003-). “Iris kaempferi Siebold ex Lemaire”. BG Plants 和名−学名インデックス（YList）. 2015年11月26日閲覧。
4. ↑  “普通切手、慶弔切手一覧”.   公益財団法人日本郵趣協会. 2014年4月1日閲覧。Archived 2014-04-07 at the Wayback Machine.（ただし、発売開始の出典とはならない）
5. ↑  “新料額の普通切手及び郵便葉書等の発行等（2 販売を終了する普通切手・郵便葉書等の内容）”.  日本郵便株式会社 (2013年12月6日). 2022年6月9日閲覧。
6. ↑  “別紙3 販売を終了する普通切手の意匠等”.   日本郵便株式会社. 2022年6月9日閲覧。